# Andrei Kóbelev
Andrei Nikolàievitx Kóbelev - Андрей Николаевич Кобелев (rus) - (22 d'octubre de 1968, Moscou, Rússia) és un exfutbolista i entrenador rus. Com a jugador ocupava la posició de migcampista.
Al llarg de la seua carrera, Kóbelev va militar sobretot a les files del Dinamo de Moscou, amb el qual va sumar 263 partits i 46 gols. També ha disputat la Segona Divisió espanyola amb el Reial Betis i ha jugat amb el Zenit de Sant Petersburg.
Va destacar amb les seleccions inferiors de la Unió Soviètica, tot un Europeu sub-17 i d'altre sub-21. Amb el combinat absolut, però, només hi juga un encontre, el 1992.
Des del 2006 és l'entrenador del Dinamo de Moscou.